# Canna (planta)
Canna o lirio caña, caña de indias, achira, chisguas, bandera, o también bandera española en el español filipino, es un género de plantas con flores formado por 19 especies. Es el único género de la familia Cannaceae.   Todas las especies son nativas de los trópicos americanos y se naturalizaron en Europa, India y África a partir de la década de 1860. La mayoría de los cultivares se han desarrollado en climas templados y son fáciles de mantener siempre que reciban de 6 a 8 horas de luz y se protejan del frío durante el invierno. Ver la galería de fotografías de cultivares <i id="mwNw">de Canna</i>.
Las canas no son verdaderos lirios, pero han sido asignadas por el sistema APG II de 2003 al orden Zingiberales en el clado de las monocotiledóneas Commelinids, junto con sus parientes más cercanos, los jengibres, jengibres espirales, plátanos, arrurruces, heliconias y aves del paraíso.
Las plantas tienen follaje y flores grandes, por lo que los horticultores han desarrollado formas atractivas para ser usadas en jardinería. Las especies y cultivares de Canna también se utilizan en la agricultura como fuente de almidón para el consumo humano y animal. C. indica y C. glauca se han convertido en numerosos cultivares en India y África.

## Descripción

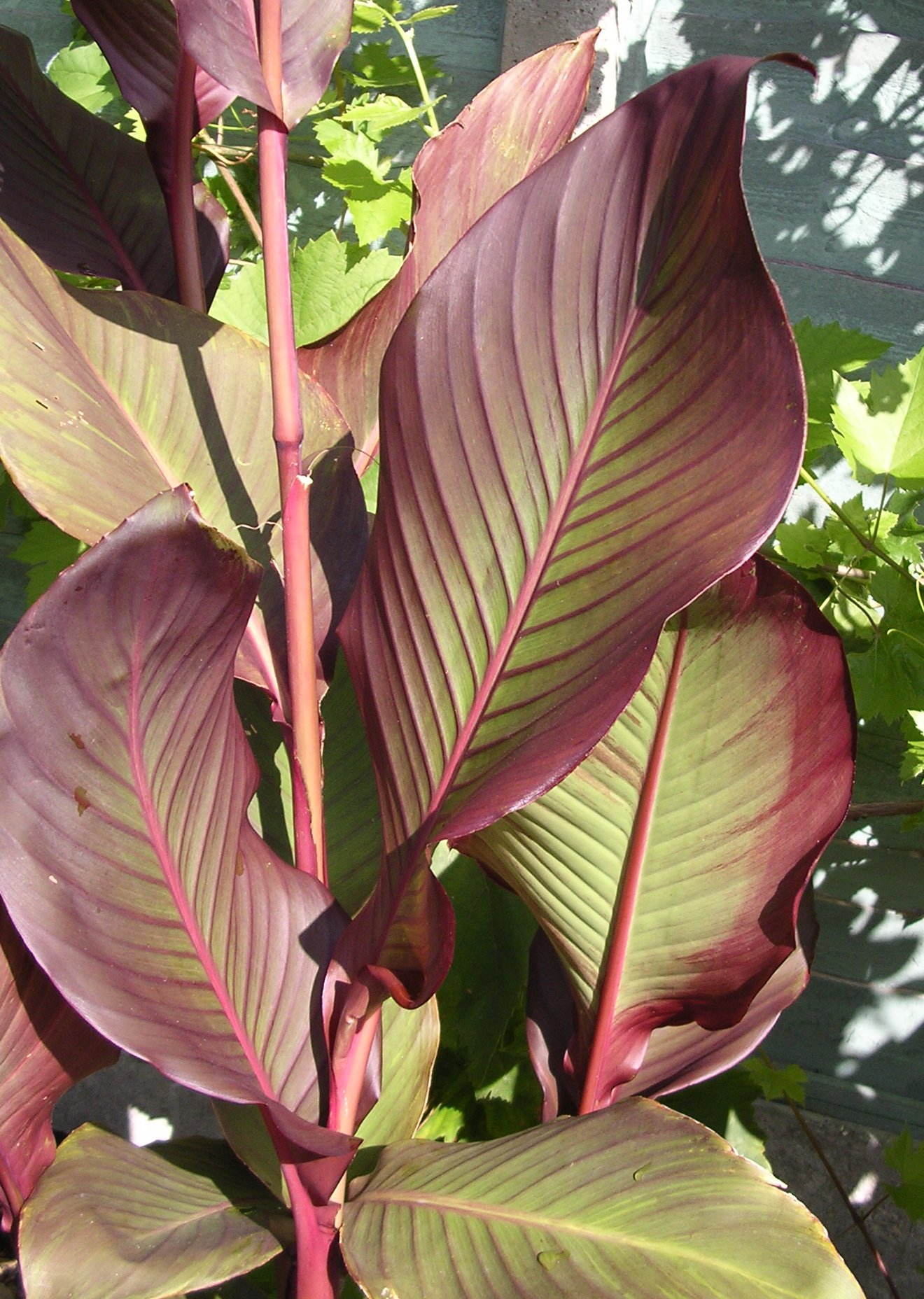
Hojas de Canna de la variedad 'Auguste Ferrier'

Herbáceas perennes tropicales y subtropicales, con tallos rizomatosos. Hojas anchas, planas y alternas, crecen desde un tallo en un rollo largo y estrecho y luego se despliegan. Las hojas suelen ser de color verde sólido, pero algunos cultivares tienen hojas glaucas, marrones, granates o incluso abigarradas. 
Flores asimétricas, compuestas por tres sépalos y tres pétalos pequeños y discretos, ocultos bajo extravagantes estambres. Lo que parecen ser pétalos son en realidad estambres o estaminodios altamente modificados. Los estaminodios son (1–) 3 (–4) (con al menos un miembro estaminodal llamado labelo, siempre presente). Un estaminodio especializado, el estambre, lleva el polen de una media antera. El pistilo, tiene forma de pétalo y está conectado a un ovario de tres cámaras. 
Flores solitarias o agrupadas en inflorescencias denominadas espigas o panículas (tirsos), de colores variados: rosas, magentas (fucsias), rojas, anaranjadas o amarillas, o su combinación. Los principales polinizadores son abejas, colibríes, pájaros sol y murciélagos. El mecanismo de polinización está notoriamente especializado. El polen se desprende del estilo mientras aún está en la yema y, en las especies y los primeros híbridos, también se encuentra algo en el estigma, debido a la posición alta de la antera, lo que significa que se autopolinizan. Los cultivares posteriores tienen una antera inferior y dependen de que los polinizadores se posen sobre el labelo y toquen primero el estigma terminal y luego el polen. 
Las especies silvestres suelen crecer hasta 2-3 m (6,6-9,8 pies) de altura, pero se han seleccionado múltiples cultivares por su menor tamaño. 
Las cannas crecen a partir de tallos subterráneosdenominados rizomas, que almacenan almidón. Este es el principal atractivo de la planta para la agricultura, pues presenta los granos de almidón más grandes de todo el reino vegetal. 
Canna es el único miembro de la clase Liliopsida (grupo de las monocotiledóneas ) en el que se sabe que ocurre la hibernación de las semillas, debido a su cubierta dura e impenetrable.   

## Taxonomía

### Historia

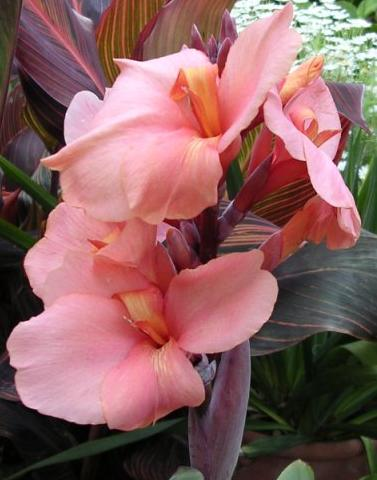
Variedad de Canna, grupo Crozy, 'Alberich', Pfitzer 1949.

El nombre Canna tiene su origen en la palabra latina para caña o junco. 
Canna indica, comúnmente llamada achira en América Latina, ha sido cultivada por los nativos americanos en la América tropical durante miles de años y fue una de las primeras plantas domesticadas en América. La raíz, rica en almidón, es comestible. 
La primera especie de Canna introducida en Europa fue C. indica, que fue importada de las Indias Orientales. Charles de l'Ecluse, quien describió y esbozó por primera vez C. indica, afirmó que se le dio el nombre indica, no porque la planta sea nativa de India, en Asia, sino porque esta especie fue transportada originalmente desde América: Quia ex America primum delata sit ; y en ese momento, las áreas tropicales de esa parte del globo formaban parte de lo que se designaba como las Indias Occidentales. 
Mucho más tarde, en 1658, Willem Piso hizo referencia  a otra especie que documentó bajo el nombre vulgar o común de 'albara' y 'pacivira', que residía, dijo, en los "lugares sombreados y húmedos, entre los trópicos"; esta especie es C. angustifolia L. Posteriormente reclasificada como C. glauca L. por los taxónomos. 

### Filogenia
|  | Zingiberaceae |
|  |               |
|  | Costaceae     |
|  |               |

|  | Cannaceae   |
|  |             |
|  | Marantaceae |
|  |             |

|  | Zingiberaceae |
|  |               |
|  | Costaceae     |
|  |               |

|  | Cannaceae   |
|  |             |
|  | Marantaceae |
|  |             |

| Strelitziineae | \| \| Lowiaceae \| \| \| \| \| \| Strelitziaceae \| \| \| \| |
|                | \| \| Lowiaceae \| \| \| \| \| \| Strelitziaceae \| \| \| \| |
|                | Heliconiaceae                                                |
|                |                                                              |
|                | Lowiaceae                                                    |
|                |                                                              |
|                | Strelitziaceae                                               |
|                |                                                              |

|  | Lowiaceae      |
|  |                |
|  | Strelitziaceae |
|  |                |

|  | Zingiberaceae |
|  |               |
|  | Costaceae     |
|  |               |

|  | Cannaceae   |
|  |             |
|  | Marantaceae |
|  |             |

|  | Zingiberaceae |
|  |               |
|  | Costaceae     |
|  |               |

|  | Cannaceae   |
|  |             |
|  | Marantaceae |
|  |             |

| Strelitziineae | \| \| Lowiaceae \| \| \| \| \| \| Strelitziaceae \| \| \| \| |
|                | \| \| Lowiaceae \| \| \| \| \| \| Strelitziaceae \| \| \| \| |
|                | Heliconiaceae                                                |
|                |                                                              |
|                | Lowiaceae                                                    |
|                |                                                              |
|                | Strelitziaceae                                               |
|                |                                                              |

|  | Lowiaceae      |
|  |                |
|  | Strelitziaceae |
|  |                |

|  | Zingiberaceae |
|  |               |
|  | Costaceae     |
|  |               |

|  | Cannaceae   |
|  |             |
|  | Marantaceae |
|  |             |

|  | Zingiberaceae |
|  |               |
|  | Costaceae     |
|  |               |

|  | Cannaceae   |
|  |             |
|  | Marantaceae |
|  |             |

| Strelitziineae | \| \| Lowiaceae \| \| \| \| \| \| Strelitziaceae \| \| \| \| |
|                | \| \| Lowiaceae \| \| \| \| \| \| Strelitziaceae \| \| \| \| |
|                | Heliconiaceae                                                |
|                |                                                              |
|                | Lowiaceae                                                    |
|                |                                                              |
|                | Strelitziaceae                                               |
|                |                                                              |

|  | Lowiaceae      |
|  |                |
|  | Strelitziaceae |
|  |                |

|  | Zingiberaceae |
|  |               |
|  | Costaceae     |
|  |               |

|  | Cannaceae   |
|  |             |
|  | Marantaceae |
|  |             |

|  | Zingiberaceae |
|  |               |
|  | Costaceae     |
|  |               |

|  | Cannaceae   |
|  |             |
|  | Marantaceae |
|  |             |

| Strelitziineae | \| \| Lowiaceae \| \| \| \| \| \| Strelitziaceae \| \| \| \| |
|                | \| \| Lowiaceae \| \| \| \| \| \| Strelitziaceae \| \| \| \| |
|                | Heliconiaceae                                                |
|                |                                                              |
|                | Lowiaceae                                                    |
|                |                                                              |
|                | Strelitziaceae                                               |
|                |                                                              |

|  | Lowiaceae      |
|  |                |
|  | Strelitziaceae |
|  |                |

|  | Musaceae |
|  |          |

|  | Zingiberaceae |
|  |               |
|  | Costaceae     |
|  |               |

|  | Cannaceae   |
|  |             |
|  | Marantaceae |
|  |             |

|  | Zingiberaceae |
|  |               |
|  | Costaceae     |
|  |               |

|  | Cannaceae   |
|  |             |
|  | Marantaceae |
|  |             |

| Strelitziineae | \| \| Lowiaceae \| \| \| \| \| \| Strelitziaceae \| \| \| \| |
|                | \| \| Lowiaceae \| \| \| \| \| \| Strelitziaceae \| \| \| \| |
|                | Heliconiaceae                                                |
|                |                                                              |
|                | Lowiaceae                                                    |
|                |                                                              |
|                | Strelitziaceae                                               |
|                |                                                              |

|  | Lowiaceae      |
|  |                |
|  | Strelitziaceae |
|  |                |

|  | Zingiberaceae |
|  |               |
|  | Costaceae     |
|  |               |

|  | Cannaceae   |
|  |             |
|  | Marantaceae |
|  |             |

|  | Zingiberaceae |
|  |               |
|  | Costaceae     |
|  |               |

|  | Cannaceae   |
|  |             |
|  | Marantaceae |
|  |             |

| Strelitziineae | \| \| Lowiaceae \| \| \| \| \| \| Strelitziaceae \| \| \| \| |
|                | \| \| Lowiaceae \| \| \| \| \| \| Strelitziaceae \| \| \| \| |
|                | Heliconiaceae                                                |
|                |                                                              |
|                | Lowiaceae                                                    |
|                |                                                              |
|                | Strelitziaceae                                               |
|                |                                                              |

|  | Lowiaceae      |
|  |                |
|  | Strelitziaceae |
|  |                |

|  | Zingiberaceae |
|  |               |
|  | Costaceae     |
|  |               |

|  | Cannaceae   |
|  |             |
|  | Marantaceae |
|  |             |

|  | Zingiberaceae |
|  |               |
|  | Costaceae     |
|  |               |

|  | Cannaceae   |
|  |             |
|  | Marantaceae |
|  |             |

| Strelitziineae | \| \| Lowiaceae \| \| \| \| \| \| Strelitziaceae \| \| \| \| |
|                | \| \| Lowiaceae \| \| \| \| \| \| Strelitziaceae \| \| \| \| |
|                | Heliconiaceae                                                |
|                |                                                              |
|                | Lowiaceae                                                    |
|                |                                                              |
|                | Strelitziaceae                                               |
|                |                                                              |

|  | Lowiaceae      |
|  |                |
|  | Strelitziaceae |
|  |                |

|  | Zingiberaceae |
|  |               |
|  | Costaceae     |
|  |               |

|  | Cannaceae   |
|  |             |
|  | Marantaceae |
|  |             |

|  | Zingiberaceae |
|  |               |
|  | Costaceae     |
|  |               |

|  | Cannaceae   |
|  |             |
|  | Marantaceae |
|  |             |

| Strelitziineae | \| \| Lowiaceae \| \| \| \| \| \| Strelitziaceae \| \| \| \| |
|                | \| \| Lowiaceae \| \| \| \| \| \| Strelitziaceae \| \| \| \| |
|                | Heliconiaceae                                                |
|                |                                                              |
|                | Lowiaceae                                                    |
|                |                                                              |
|                | Strelitziaceae                                               |
|                |                                                              |

|  | Lowiaceae      |
|  |                |
|  | Strelitziaceae |
|  |                |

|  | Musaceae |
|  |          |

"
- 'Alaska'[8] (cream flushed yellow)
- 'Annaeei'[9] (large blue-green leaves)
- C. × ehemannii[10] (deep pink)
- 'Erebus'[11] (coral pink)
- 'General Eisenhower'[12] (bronze leaves, orange flowers)
- 'Louis Cayeux'[13] (salmon pink)
- 'Musifolia'[14] (large leaves flushed bronze)
- 'Mystique'[15] (bronze leaves)
- 'Phasion'[16] (bronze leaves, orange flowers)
- 'Picasso'[17] (yellow spotted red flowers)

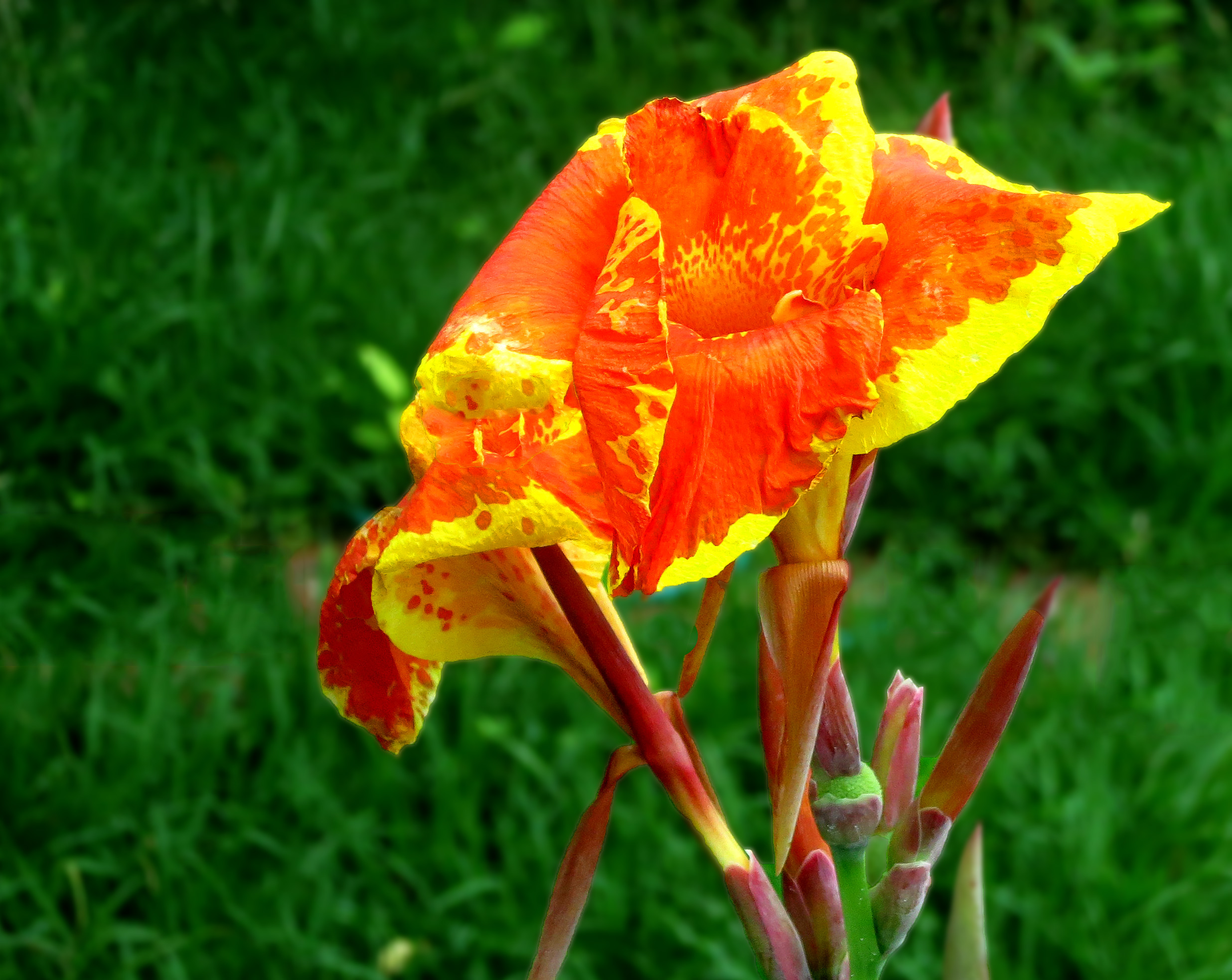
Canna de la costa de Texas, de color rojo y amarillo.

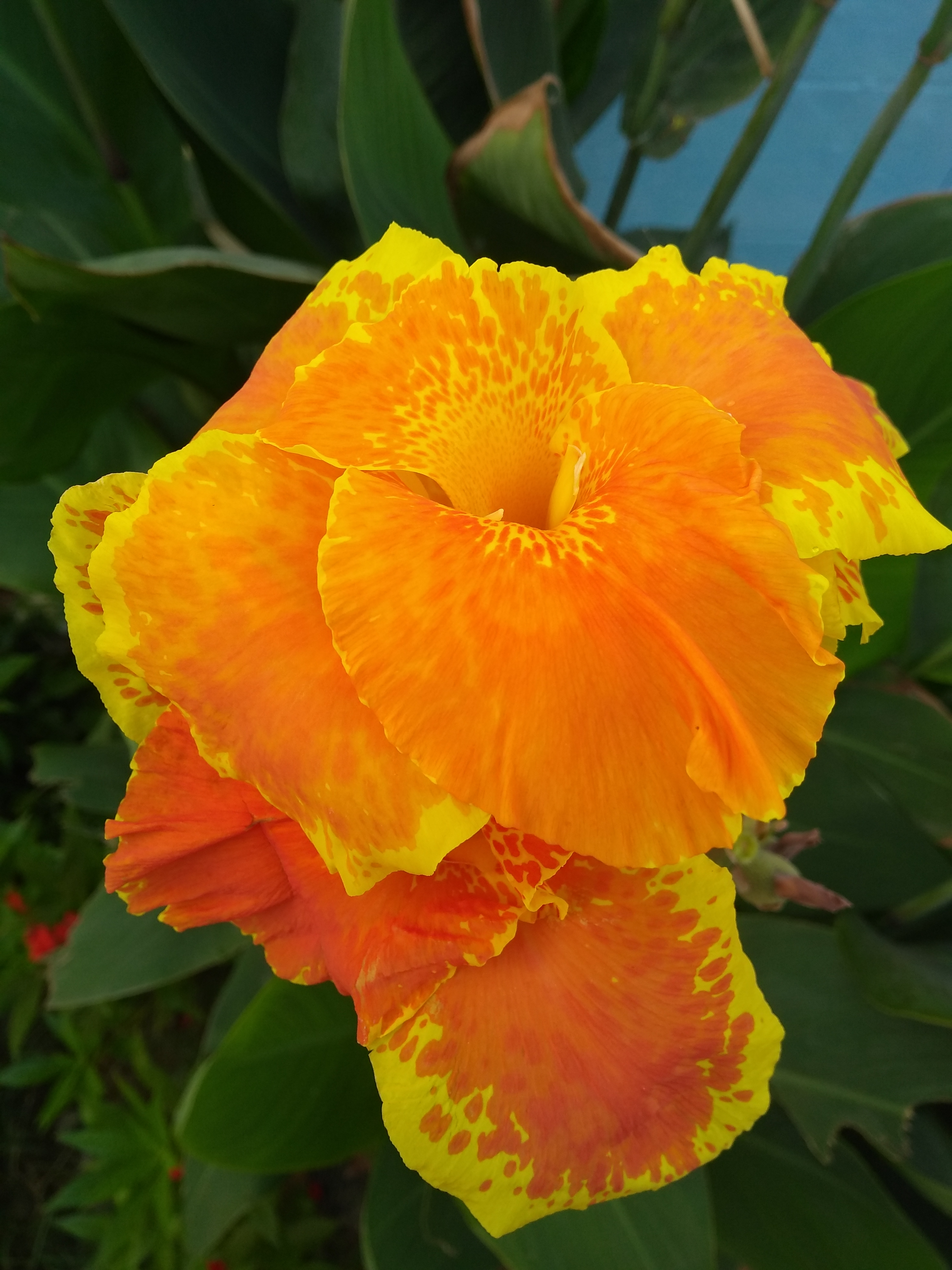
Cultivar de Canna de color naranja.

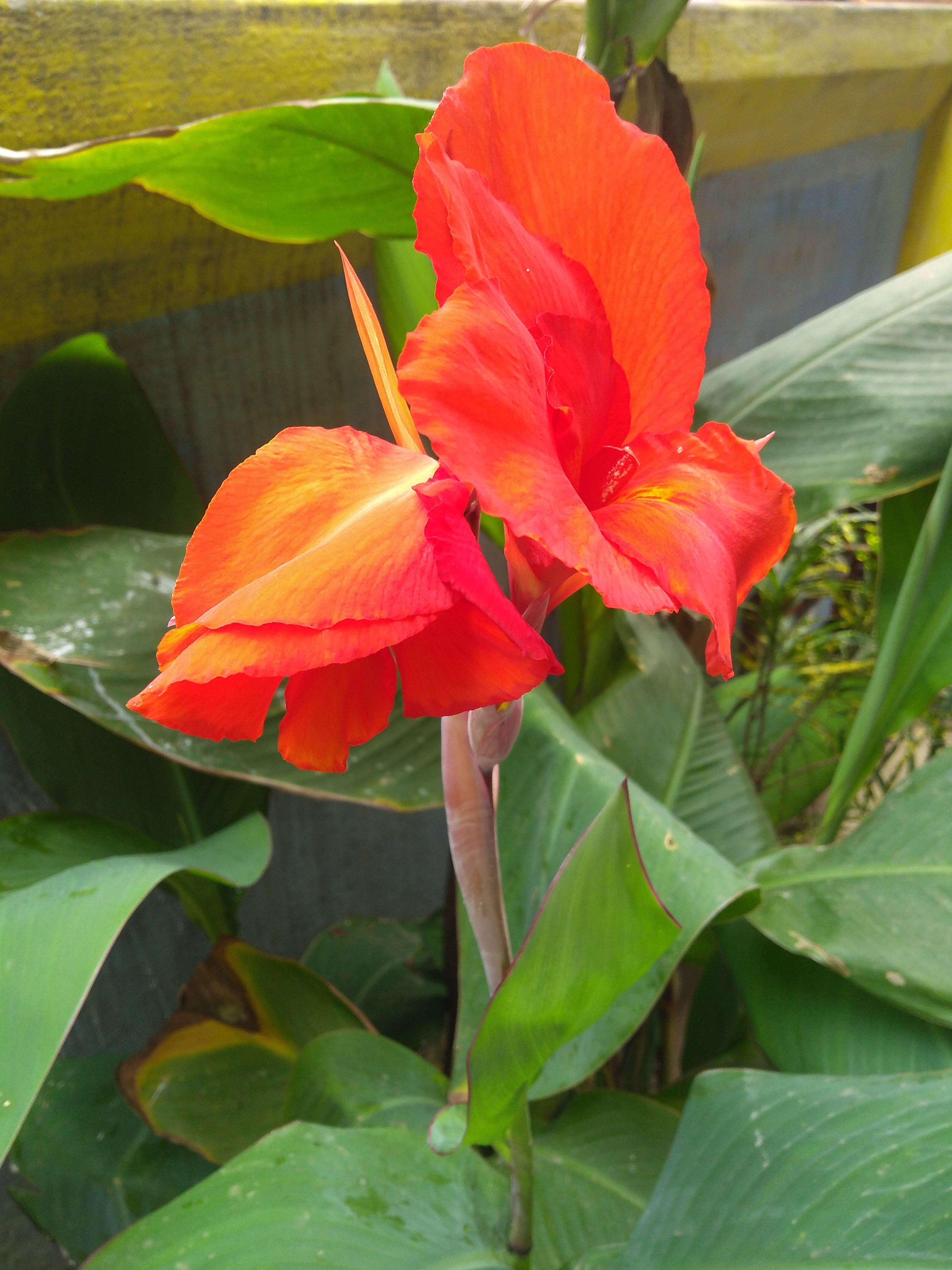
Flores rojas de cultivar de Canna.

- 'Russian Red'[18] (bronze leaves)
- 'Shenandoah'[19] (flesh pink)
- 'Verdi'[20] (bright orange)
- 'Whithelm Pride'[21] (bright pink)
- 'Wyoming'[22] (bright orange)

|} 

### Especies
Aunque la mayoría de las canas usadas en jardinería son cultivares (ver más abajo), algunos autores reconocen hasta 19 especies silvestres.  En las últimas tres décadas del siglo XX, las especies de Canna han sido categorizadas por dos taxónomos diferentes, Paul Maas, de los Países Bajos  y Nobuyuki Tanaka de Japón. Ambos redujeron considerablemente el número de especies. Esta reducción también está confirmada por el trabajo realizado por Kress y Prince en el Instituto Smithsonian, pero este sólo cubre un subconjunto del rango de especies. 

## Distribución

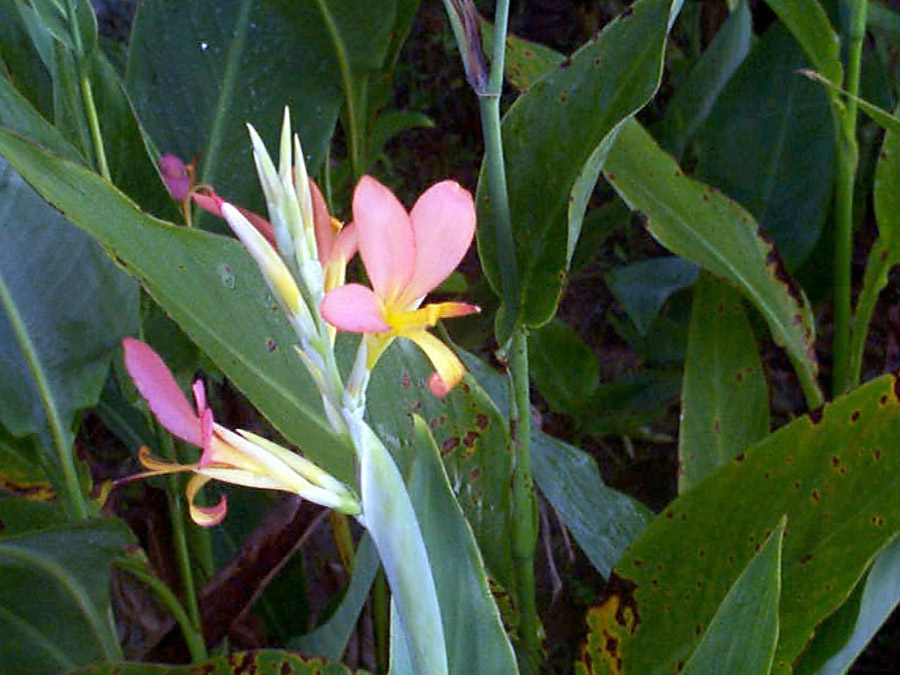
Variedad de Canna 'pink dancer' en las montañas del Escambray, Cuba.

El género es originario de las regiones tropicales y subtropicales del Nuevo Mundo, desde el sur de los Estados Unidos (sur de Carolina del Sur al oeste hasta el sur de Texas ) y al sur hasta el norte de Argentina . 
C. indica se ha naturalizado en muchas áreas tropicales alrededor del mundo, es una planta difícil de eliminar y es invasora en algunos lugares. 
Las variedades de cana se cultivan en la mayoría de los países, incluso en aquellos con territorios por encima del círculo polar ártico, que tienen veranos cortos pero días largos, y su rápida tasa de crecimiento las convierte en una planta de jardinería factible.

## Ecología

### Plagas
Las cannas están prácticamente libres de plagas. Sin embargo, en el este y el sur de los Estados Unidos, las plantas a veces son víctimas de la polilla enrolladora de las hojas de canna, y el daño resultante en las hojas, si bien no es fatal para la planta, puede ser muy angustiante para el ojo de un jardinero entusiasta. 
Las babosas y los caracoles se alimentan de las hojas, principalmente de las más jóvenes, provocando daños visibles en la planta, especialmente durante y después de los períodos lluviosos (cuando los moluscos se vuelven activos). Los ácaros rojos también pueden ser una plaga potencial para las canas cultivadas en interiores, en áreas secas o que reciben poca circulación de aire.
En el caso de las canas cultivadas en exteriores (en California o Texas, por ejemplo), las cochinillas algodonosas y los insectos escamosos se sienten más atraídos por los pliegues y arrugas densos entre las hojas y el tallo/pecíolo, donde el follaje se adhiere a la planta. Las cochinillas algodonosas son particularmente frecuentes en climas secos, como el suroeste de los EE. UU. Los escarabajos japoneses también pueden dañar las hojas si no se controlan.

### Enfermedades
Las especies de Canna están notablemente libres de enfermedades, en comparación con muchos géneros. Sin embargo, pueden ser víctimas de la roya de la cana,  una enfermedad fúngica que produce manchas anaranjadas en las hojas de la planta, frecuente en sitios muy húmedos. También son susceptibles a ciertos virus, algunos de los cuales son específicos del género, los daños que provocan son hojas manchadas o veteadas, crecimiento atrofiado y flores y follaje retorcidos y distorsionados.
En condiciones de alta humedad las flores a veces se ven afectadas por un moho gris y velloso llamado botrytis. El tratamiento consiste simplemente en eliminar las flores viejas para que el moho no se propague a las flores nuevas.

## Cultivo

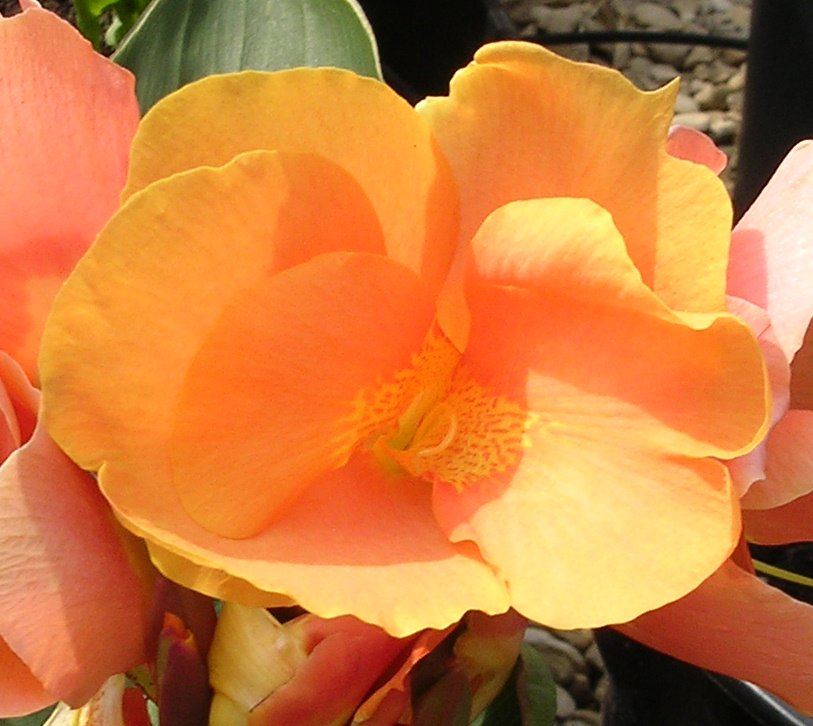
Cultivar de Canna, grupo miniatura, 'Oberon'.

Las especies y cultivares de Canna crecen mejor a pleno sol con humedad moderada en un suelo bien drenado, rico o arenoso. Crecen a partir de rizomas perennes, pero con frecuencia se cultivan como anuales en zonas templadas, para darle un aspecto exótico o tropical a los jardines. A menudo se cultivan en jardines semiacuáticos, con la parte  inferior de la maceta un poco sumergida. Las hojas son susceptibles a los vientos fuertes.
Los rizomas son sensibles a las heladas y mueren en condiciones de congelación. En zonas con temperaturas invernales inferiores a −10 grados Celsius (14,0 °F) (< Zona USDA 8b), se pueden desenterrar y almacenar (por encima de 44,6 °F ) para replantar en primavera. De lo contrario, deben protegerse con una capa gruesa de mantillo. 

## Usos

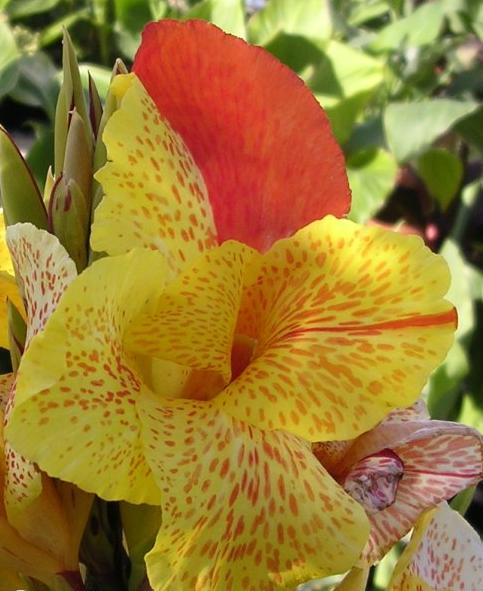
Cultivar de Canna, grupo italiano, 'Yellow King Humbert'

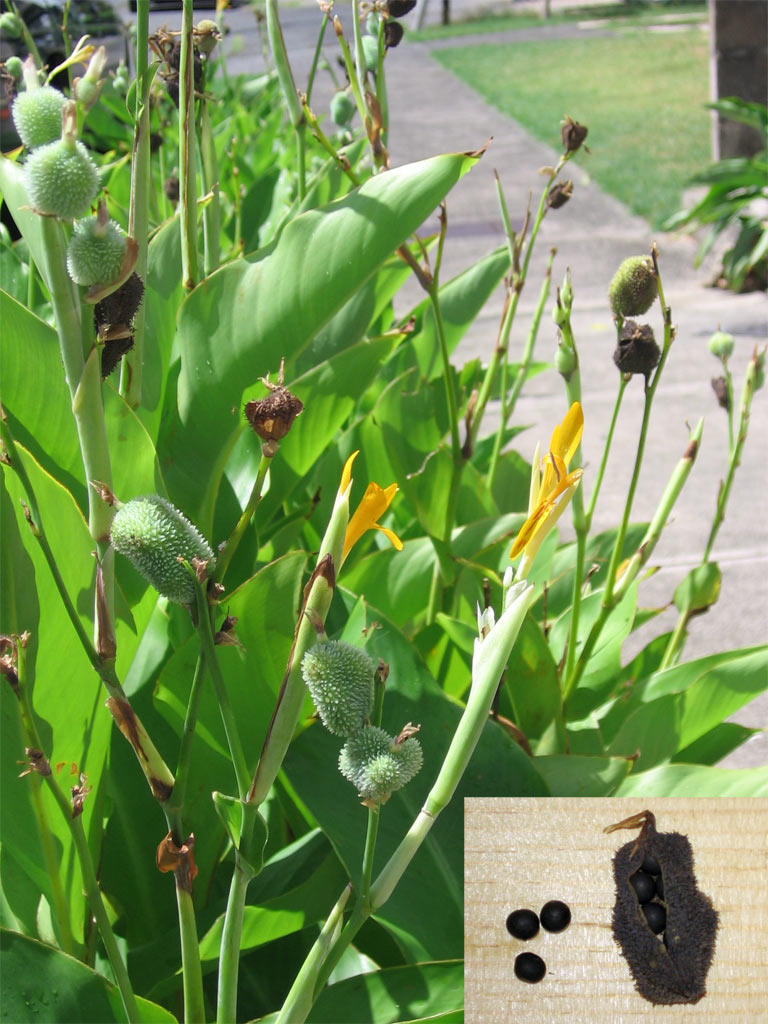
Detalle de las vainas y semillas. Estas últimas se utilizan para elaborar joyería e instrumentos musicales.

- En regiones templadas y subtropicales algunas especies y muchos cultivares son usados como ornamentales en jardinería . A veces también se cultivan como plantas en maceta.
- A nivel internacional, las canas son una de las plantas de jardín más populares y a su alrededor se ha desarrollado una gran industria hortícola.
- Todo el material vegetal tiene valor comercial, los rizomas para almidón (para consumo humano y del ganado), los tallos y follaje como forraje animal, los brotes tiernos como verdura y las semillas tiernas como añadido a las tortillas .
- Las semillas se utilizan como cuentas en joyería. [27]
- Las semillas se utilizan como elementos móviles del kayamb, un instrumento musical de Reunión, así como del hosho, un sonajero de calabaza de Zimbabue, donde las semillas se conocen como semillas de hota .
- En las regiones más remotas de la India, las cannas se fermentan para producir alcohol. [28]
- La fibra del tallo se utiliza como sustituto del yute.
- Una fibra obtenida de las hojas se utiliza para fabricar papel. Las hojas se cosechan a finales del verano, después de la floración. Se raspan para quitar la piel exterior, se sumergen unas horas en agua y después se cuecen durante 24 h con lejía, y luego se baten. El papel obtenido es de color marrón. [29]
- De la semilla se obtiene un tinte púrpura. [29]
- Se dice que el humo de las hojas quemadas es insecticida. [29]
- Las cannas se utilizan para extraer muchos contaminantes indeseables en un entorno de humedal, ya que tienen una alta tolerancia a los contaminantes . [30] [31]
- En Tailandia, las canas son un regalo tradicional para el Día del Padre .
- En Vietnam, el almidón se utiliza para hacer fideos de celofán, conocidos como miến dong .
- Las cannas atraen a los colibríes, por lo que pueden ser usados como atractores de polinizadores y vida silvestre en general.

### Variedades hortícolas (cultivares)

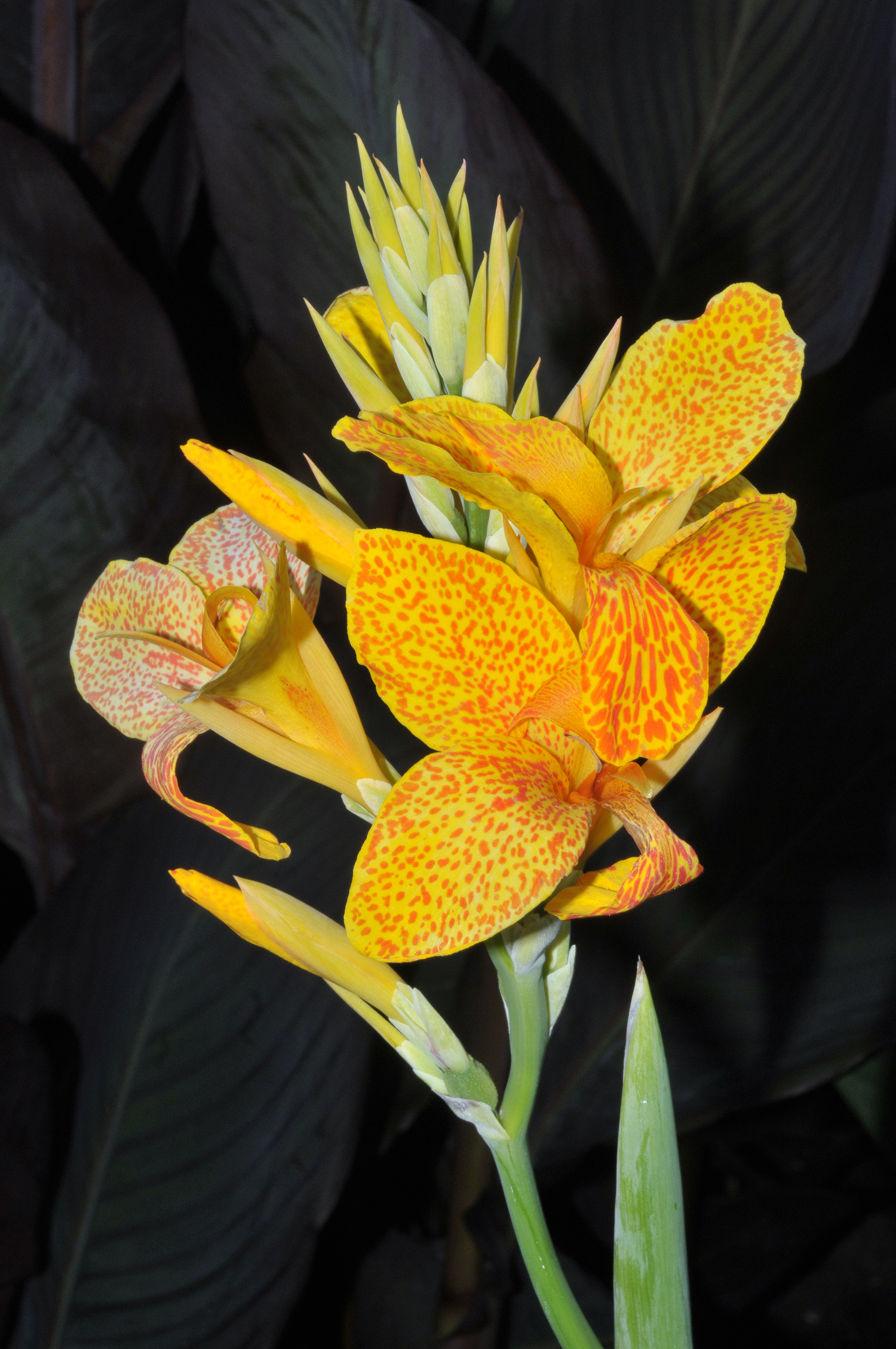
Variedad de Canna 'Golden Gate'

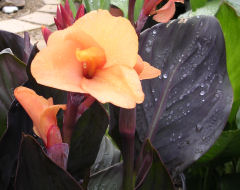
Variedad de Canna, grupo Crozy, 'Theresa Blakey'

Las cannas se volvieron muy populares en la época victoriana, como plantas de jardín y se cultivaron ampliamente en Francia, Alemania, Hungría, India, Italia, el Reino Unido y los Estados Unidos.  Algunos cultivares de esta época, incluido un híbrido estéril, generalmente denominado <i id="mwAdQ">Canna</i> × <i id="mwAdU">ehemannii</i>, todavía está disponible comercialmente.  
El género Canna ha experimentado recientemente un renovado interés y un resurgimiento de su popularidad. En el pasado existían cientos de cultivares, pero muchos de ellos están ahora extintos. En 1910, Árpäd Mühle, de Hungría, publicó su libro Canna, escrito en alemán. Contenía descripciones de más de 500 cultivares.
En los últimos años se han creado cultivares nuevos, pero los nombres se prestan a confusión por tener muchos sinónimos. La investigación ha acumulado más de 2.800 nombres de cultivares.  Consulte la Lista de híbridos <i id="mwAfE">de Canna</i> para obtener detalles de las personas y empresas que crearon el legado actual de Canna.
A principios del siglo XX, la profesora Liberty Hyde Bailey definió, en detalle, dos "especies de jardín" ( C. × generalis  y C. × orchiodes  ) para categorizar las cannas floríferas que se cultivaban en ese momento, a saber, los híbridos de Crozy y los híbridos similares a orquídeas introducidos por Carl Ludwig Sprenger en Italia y Luther Burbank en los EE. UU., aproximadamente al mismo tiempo (1894).    Inevitablemente, con el tiempo esos dos grupos floríferos se cruzaron, las distinciones se volvieron borrosas y se superpusieron, y los nombres de las especies de Bailey se volvieron redundantes.  Los nombres de pseudoespecies están ahora en desuso en el Código Internacional de Nomenclatura para Plantas Cultivadas, que, en su lugar, proporciona Grupos de Cultivares para categorizarlos (ver grupos en la Lista de cultivares <i id="mwAho">de Canna</i> ). 

### Cultivares de AGM
Estas cultivares de canna han ganado el Premio al Mérito de Jardinería de la Royal Horticultural Society:
- 'Alaska'[8] (cream flushed yellow)
- 'Annaeei'[9] (large blue-green leaves)
- C. × ehemannii[10] (deep pink)
- 'Erebus'[11] (coral pink)
- 'General Eisenhower'[12] (bronze leaves, orange flowers)
- 'Louis Cayeux'[13] (salmon pink)
- 'Musifolia'[14] (large leaves flushed bronze)
- 'Mystique'[15] (bronze leaves)
- 'Phasion'[16] (bronze leaves, orange flowers)
- 'Picasso'[17] (yellow spotted red flowers)
- 'Russian Red'[18] (bronze leaves)
- 'Shenandoah'[19] (flesh pink)
- 'Verdi'[20] (bright orange)
- 'Whithelm Pride'[21] (bright pink)
- 'Wyoming'[22] (bright orange)

|}

### Variedades agrícolas

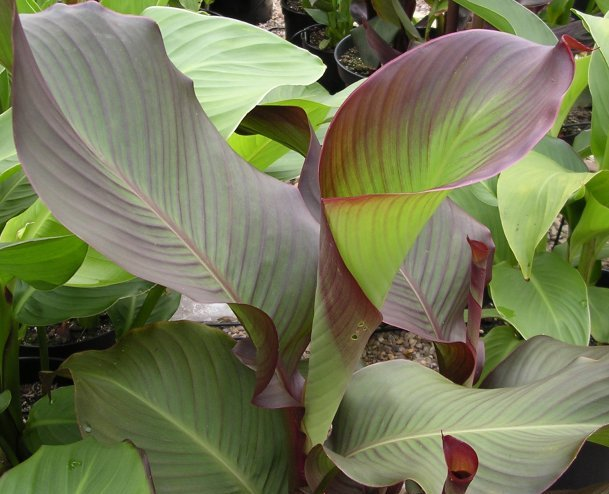
Variedad de Canna 'Edulis Dark'

El grupo Canna Agrícola contiene todas las variedades de Canna cultivadas. "Canna achira" es un término genérico utilizado en América del Sur para describir las cannas que han sido criadas selectivamente para fines agrícolas, normalmente derivadas de C. discolor. Se cultiva especialmente por su raíz comestible, de la que se obtiene el almidón, pero las hojas y las semillas tiernas también son comestibles, y la achira fue una vez un cultivo alimentario básico en Perú y Ecuador.  Ensayos realizados en Ecuador con una amplia gama de variedades han demostrado que la achira puede producir en promedio 56 toneladas de rizomas y 7,8 toneladas de almidón extraíble por hectárea. Sin embargo, el cultivo necesita entre 9 y 12 meses para madurar y alcanzar su máxima productividad. 
Tradicionalmente, Canna edulis Ker Gawl. es la especie cultivada como alimento en América del Sur, pero la especie probablemente sea un sinónimo de C. discolor, que también se cultiva con fines agrícolas en toda Asia.     

### Propagación

#### Propagación sexual

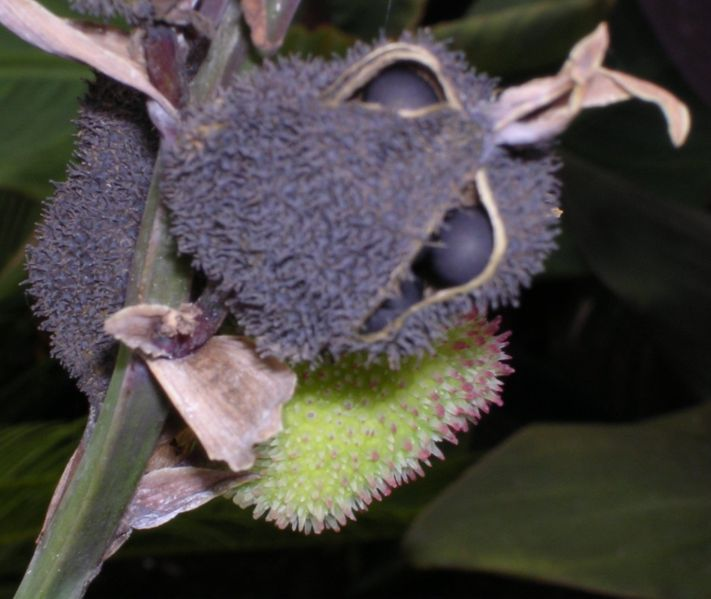
Fruto maduro de Canna mostrando las semillas.

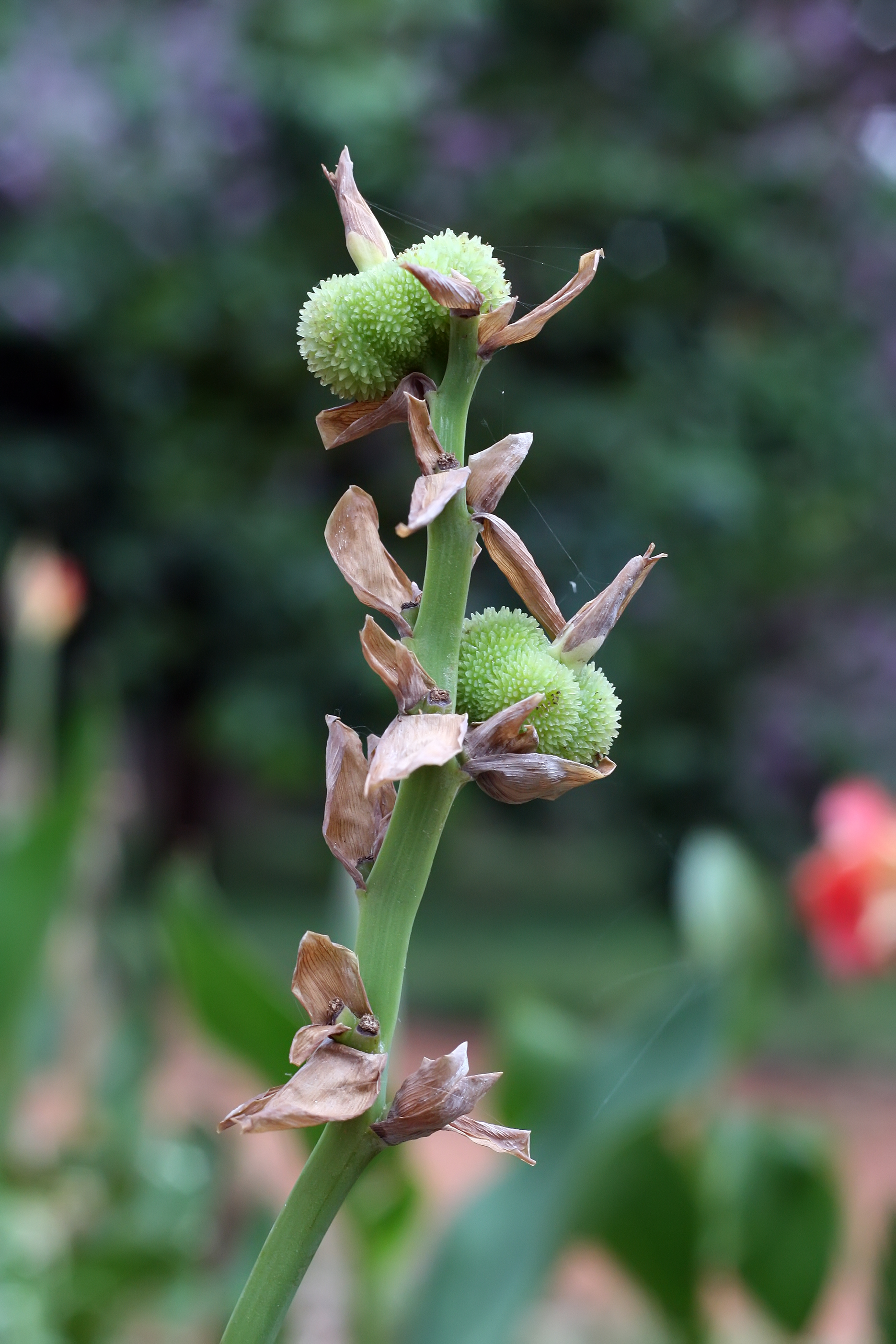
Frutos de Canna.

Las semillas se producen a partir de reproducción sexual, que implica la transferencia de polen de una flor al estigma de otra,  aunque posee flores hermafroditas. Sin embargo, los cultivares del grupo Italiano y los triploides producen casi siempre semillas estériles, y su polen tiene un bajo nivel de fertilidad. Las mutaciones también suelen ser estériles. 
Las semillas de Canna tienen una cubierta muy dura, que contribuye a su latencia, por lo que se consideran ortodoxas. La germinación se facilita mediante el uso de varias técnicas de escarificación de la semilla. 
Polinización
Las plantas son capaces de autopolinizarse, pero la mayoría de los cultivares requieren de polinizadores. Todas las especies producen néctar, por lo que atraen a insectos, murciélagos y colibríes. 
Cambios genéticos
Una variedad cultivada a partir de semillas tendrá características diferentes a las de sus progenitores, dado que se ha producido por recombinación genética. Las especies silvestres suelen ser fieles a su tipo cuando los padres son de la misma especie, pero aún así se produce cierto grado de variación. La especie C. indica tiene muchas formas diferentes y extremas, que van desde las que poseen follaje grande a pequeño, tanto verde como oscuro, y muchas flores de diferentes colores: rojo, naranja o amarillo, y sus combinaciones. 

#### Propagación asexual
Propagación asexual

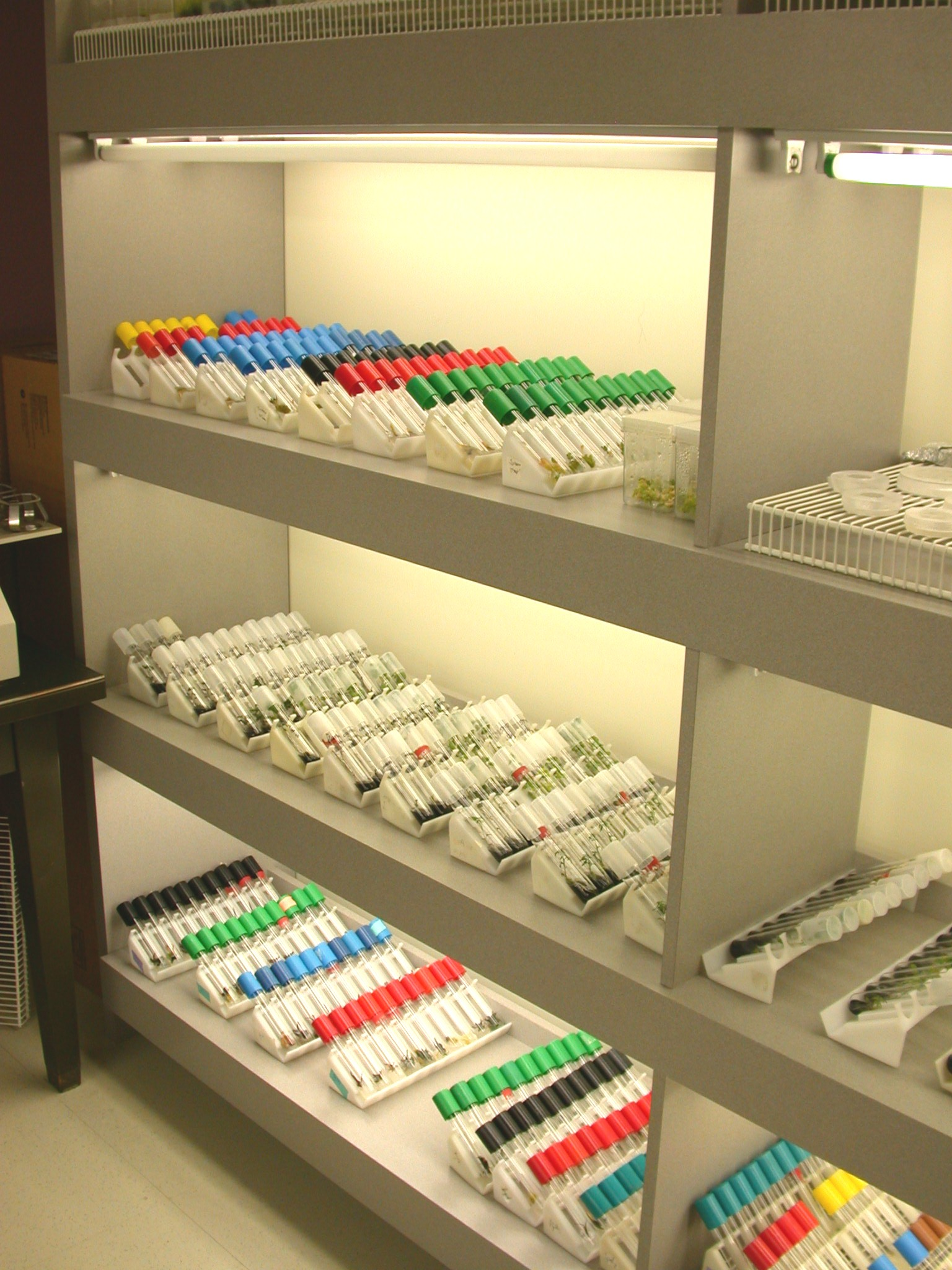
Cultivo in vitro de plantas en un ambiente controlado y estéril.

El único método eficaz de propagación asexual fuera del laboratorio es la división del rizoma. En este caso, dado que no se produce intercambio de material genético, casi siempre se producen plantas idénticas al progenitor. Después del crecimiento de verano, los cultivares hortícolas se pueden separar en cuatro o cinco rizomas, cada uno con un punto nodal de crecimiento, compuesto de material meristemático, pues sin este el rizoma no crecerá. 
Micropropagación
La micropropagación utiliza la división in vitro de pequeños trozos de la planta en un ambiente estéril. Primero se producen proliferaciones de tejido, que luego se separan en pequeños trozos, y que son tratados de forma diferente para que produzcan raíces y nuevo tejido del tallo. Los pasos del proceso están regulados por diferentes proporciones de reguladores del crecimiento de las plantas. Muchas organizaciones comerciales han producido canas de esta manera. Específicamente la "Serie Isla" fue introducida por medio de plantas producidas en masa utilizando esta técnica. Sin embargo, las especies de Canna tienen fama de ser difíciles candidatas para la micropropagación. 
También se emplean técnicas de micropropagación para desinfectar las plantas de virus, dado que la división celular es tan rápida que las células más jóvenes pueden librarse de ser infectadas.